# Alzeyer Schloss
Das Alzeyer Schloss ist aus einer Burg hervorgegangen, die vermutlich schon in staufischer Zeit entstand, im 15. Jahrhundert zum Schloss ausgebaut wurde und heute Dienstgebäude des Amtsgerichts Alzey ist.

## Geografische Lage
Das Schloss liegt am östlichen Rand der Altstadt von Alzey in Rheinhessen und war mit einer Vorburg direkt an die Stadtmauer angebaut. Historisch lag die Anlage in der Kurpfalz.

## Geschichte

### Entstehungszeit
Vor allem die ältere Geschichtsforschung vermutete, dass bereits im 11. Jahrhundert eine Befestigung in Alzey erbaut worden sei. Diese Annahme geht auf die Überlieferung durch den sponheimischen Abt Johannes Trithemius zurück. Dessen Bericht wird aber heute für unzutreffend gehalten.
Wann die Burg Alzey genau entstand ist ungeklärt. Mehrere Anlässe werden für möglich gehalten, für alle gibt es aber weder schriftliche Quellen noch archäologische Belege. Diskutiert werden folgende Zeitpunkte:
- Dehio vermutet die erste Hälfte des 12. Jahrhunderts.[4]
- Bevor der Stauferherzog Friedrich II. das Reichsgut übernahm, existierte in Alzey ein Gutshof. Ob dieser schon befestigt war, ist nicht geklärt. Das könnte durch Friedrich II. erfolgt sein.[5]
- Pfalzgraf Konrad, Sohn von Friedrich II., der seine Kindheit in Alzey verbrachte, kommt als Bauherr in Frage.
- 1214 fiel Alzey an den Wittelsbacher Pfalzgrafen Ludwig I., wiederum ein günstiger Zeitpunkt, bauliche Aktivitäten anzunehmen.
- Die ältesten bekannten Baubefunde wurden von den Ausgräbern dem Anfang des 13. Jahrhunderts zugeordnet.[6]

### Geschichte

#### Burg
Die Ministerialen von Alzey erhielten 1190 den Titel eines Truchsessen von Alzey. Die Burg wurde ihnen seitens der Pfalz als erbliches Lehen überlassen. Sie nutzten die Burg, um ihre Position in Alzey und dessen Umland auszubauen. Dehio gibt eine Zerstörung der Burg „als Raubnest“ 1260 an, beschädigt wurde bei dieser Aktion der Stadt Worms und ihrer Verbündeten aber wohl die Befestigung der Stadt Alzey. Die älteste erhaltene schriftliche Erwähnung der Burg stammt von 1278, aber bereits ab 1243 gibt es Belege für Ritter, die sich nach Alzey benennen, ohne dass eine Burg explizit erwähnt wird.
1305 gelang es den Pfalzgrafen, die volle Verfügungsgewalt über die Burg wieder zu erlangen.

#### Schloss

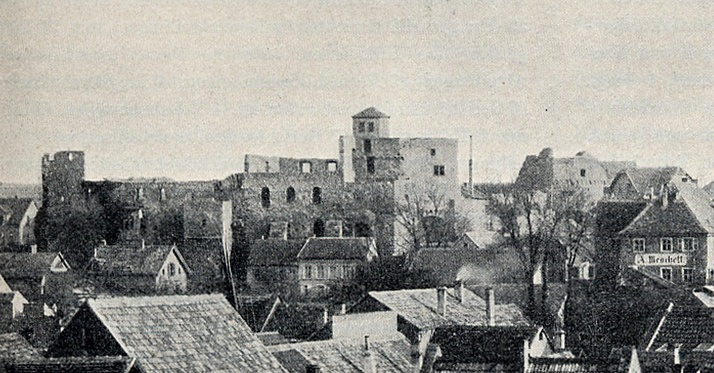
Schloss Alzey als Ruine vor dem Wiederaufbau, 1901/03

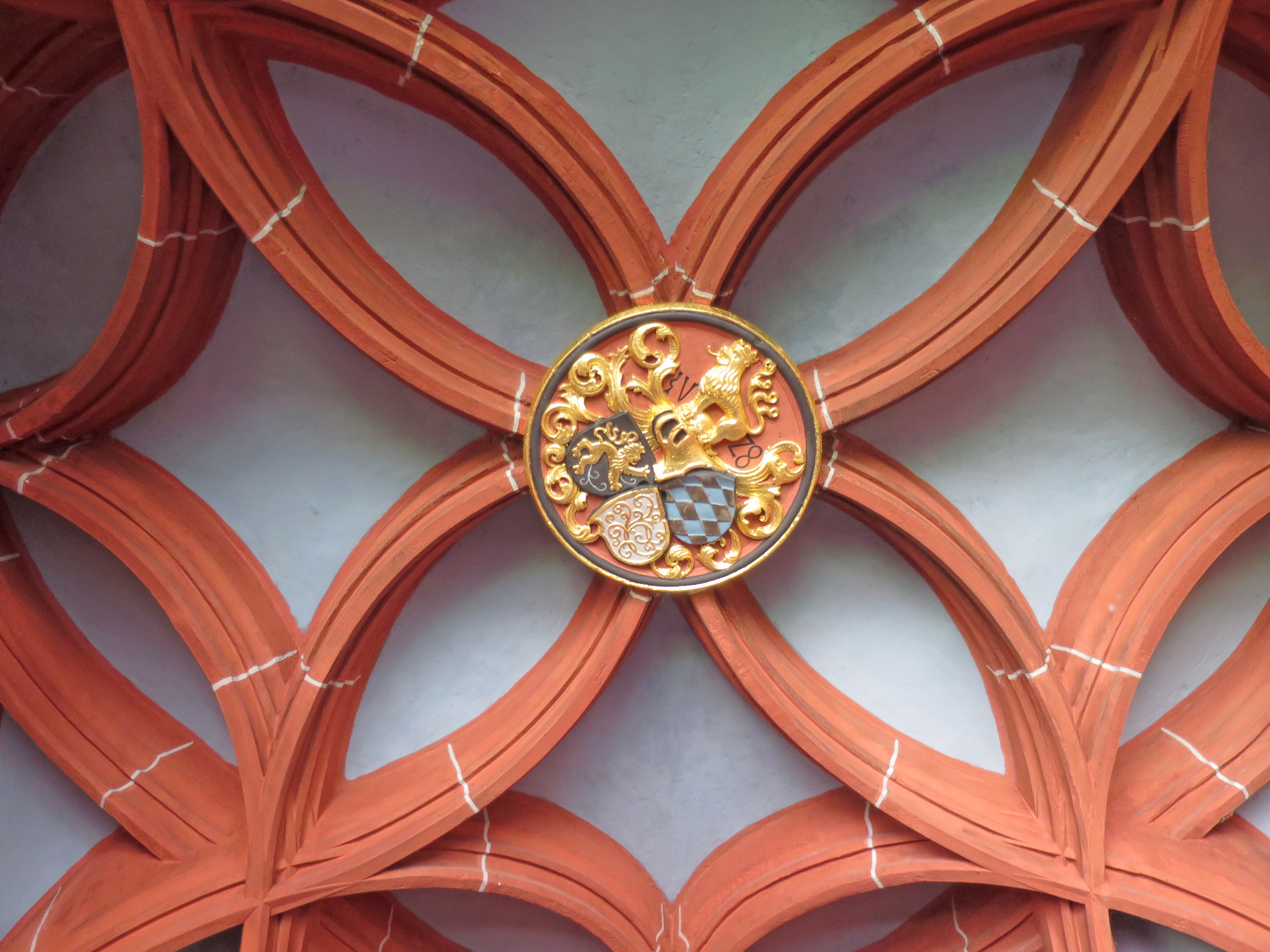
Spätgotisches Gewölbe in einem Erker des Nordflügels, Inschrift: 1528

In der Folgezeit diente die Burg als wichtiger territorialer Stützpunkt und auch als Residenz, zeitweise Hauptresidenz, der Pfalzgrafen, so für Pfalzgraf Ruprecht II. (1325–1398), Pfalzgraf Ruprecht III. (1398–1410), später auch als Ruprecht I. deutscher König, und Kurfürst Friedrich I. von der Pfalz (1449–1476), der die Anlage zum Schloss umzubauen begann. 1495 war Kaiser Maximilian I. nach dem Reichstag in Worms Jagdgast von Pfalzgraf Philipp I. auf dem Schloss.
Ob und gegebenenfalls in welchem Umfang das Schloss während des Landshuter Erbfolgekriegs 1504 beschädigt wurde, ist unklar. Eine Beschädigung (und anschließende Reparatur) im östlichen Abschnitt der Ringmauer soll auf dieses Ereignis zurückgehen.
Das Schloss war seit der Regierungszeit von Kurfürst Friedrich I. auch Sitz der Verwaltung des Oberamts Alzey. Aus dieser Zeit stammen Vorburg, Schlossbrückentor, und ursprünglich der Bollwerkturm. 1527/28 erweiterte Ludwig V. den zweigeschossigen Saalbau im Nordflügel. Der Südflügel stammt aus der Regierungszeit von Friedrich II., der das Schloss öfter nutzte und hier auch 1556 starb. 1601 bewohnte Friedrich IV. während der Umbauarbeiten im Heidelberger Schloss das Schloss Alzey als Residenz. Bereits in dieser Zeit galt die Anlage im Hinblick auf die verbesserte Artillerie als militärisch veraltet, eine Modernisierung unterblieb jedoch. Noch 1657 nutzte Kurfürst Karl I. Ludwig das Schloss nochmals als Residenz. 1689 wurde das Schloss im Pfälzer Erbfolgekrieg durch französisches Militär in mehreren Aktionen teils gesprengt, teils eingerissen. Der genaue Ablauf ist im Einzelnen nicht bekannt. Spätestens im Mai 1689 brannte das Schloss – zusammen mit der Stadt – nieder und Sprengungen erfolgten wohl im Juni 1689. Zurück blieb eine Ruine, die in der Folgezeit als Steinbruch genutzt wurde. Ein kleiner Teil diente als Gefängnis. In der Zeit, als Alzey zu Frankreich gehörte (1794–1813), verkaufte der Staat die Ruine in private Hand. Anschließend kam sie mit Rheinhessen zum Großherzogtum Hessen, das die Ruine 1837 erwarb. In der Folge versuchte der Staat, die Ruine zu erhalten, sie verfiel aber immer weiter. In den 1890er Jahren versuchte die Stadt Alzey, das Gelände zu kaufen, um es als öffentliche Anlage und Veranstaltungsplatz zu nutzen. Diese Initiative scheiterte aber, weil der Staat das Gelände für einen Neubau des Amtsgerichts Alzey, das Finanzamt Alzey und die Bezirkskasse selbst verwenden wollte. Das Amtsgericht hatte seit der Gründung 1879 seinen Sitz im ehemaligen Burggrafiat in der Schlossgasse 11.

#### Moderne Nutzung

##### Wiederaufbau 1901–1903

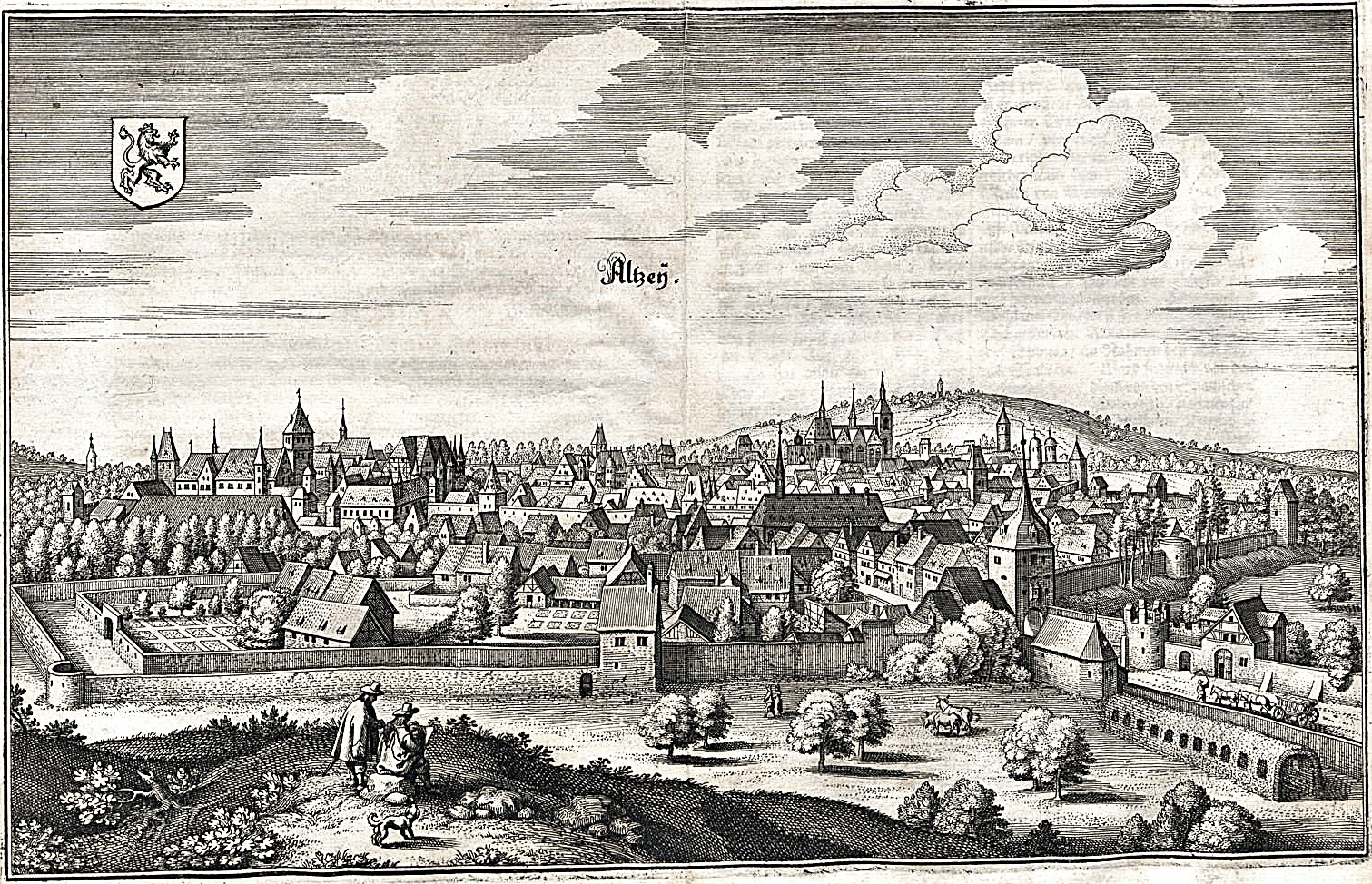
Merian-Ansicht von Alzey, 1645, eine der Grundlagen für den Wiederaufbau 1903

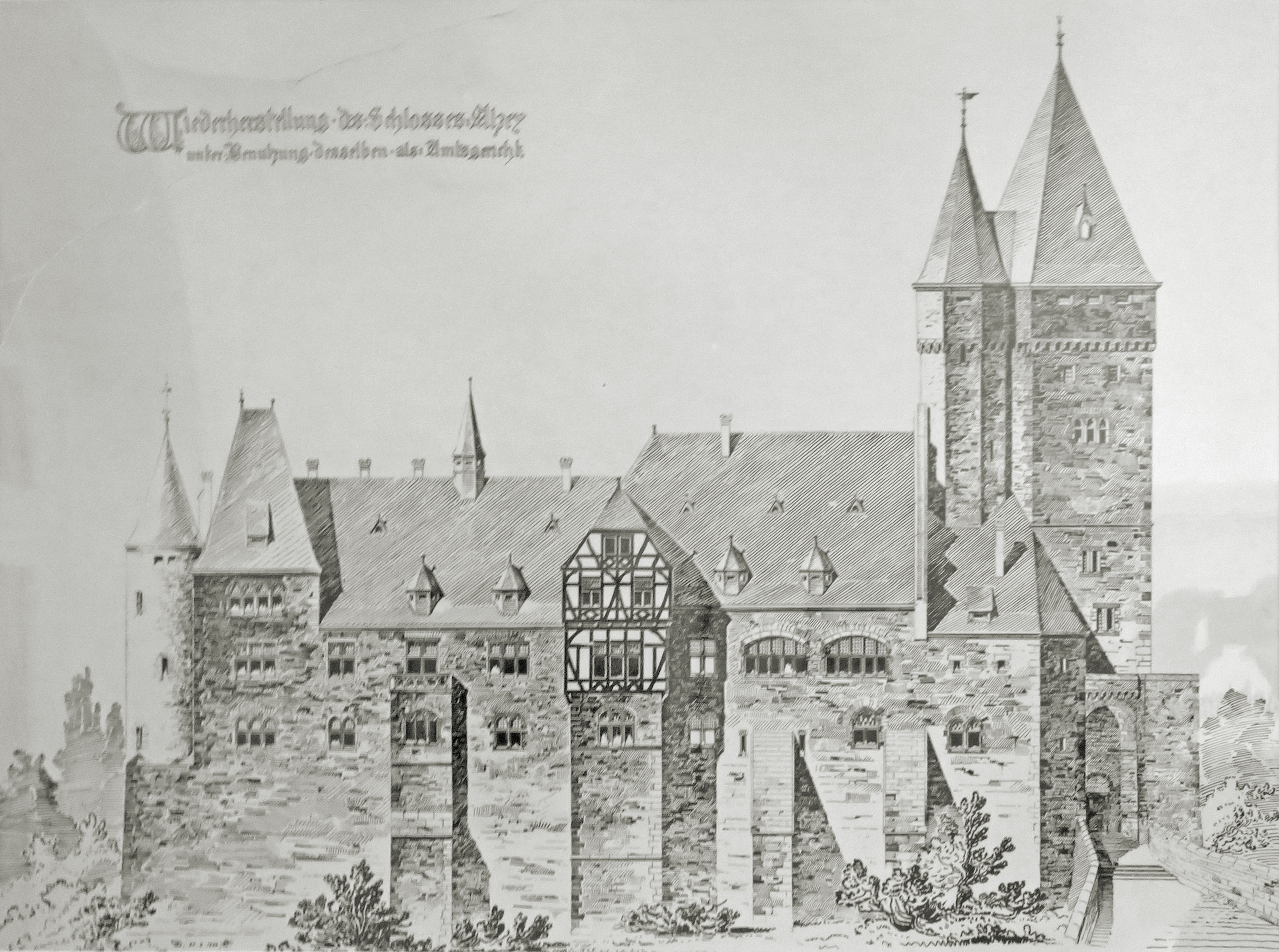
Entwurf für den Wiederaufbau – hier noch mit rekonstruiertem Torturm mit Spitzhelm

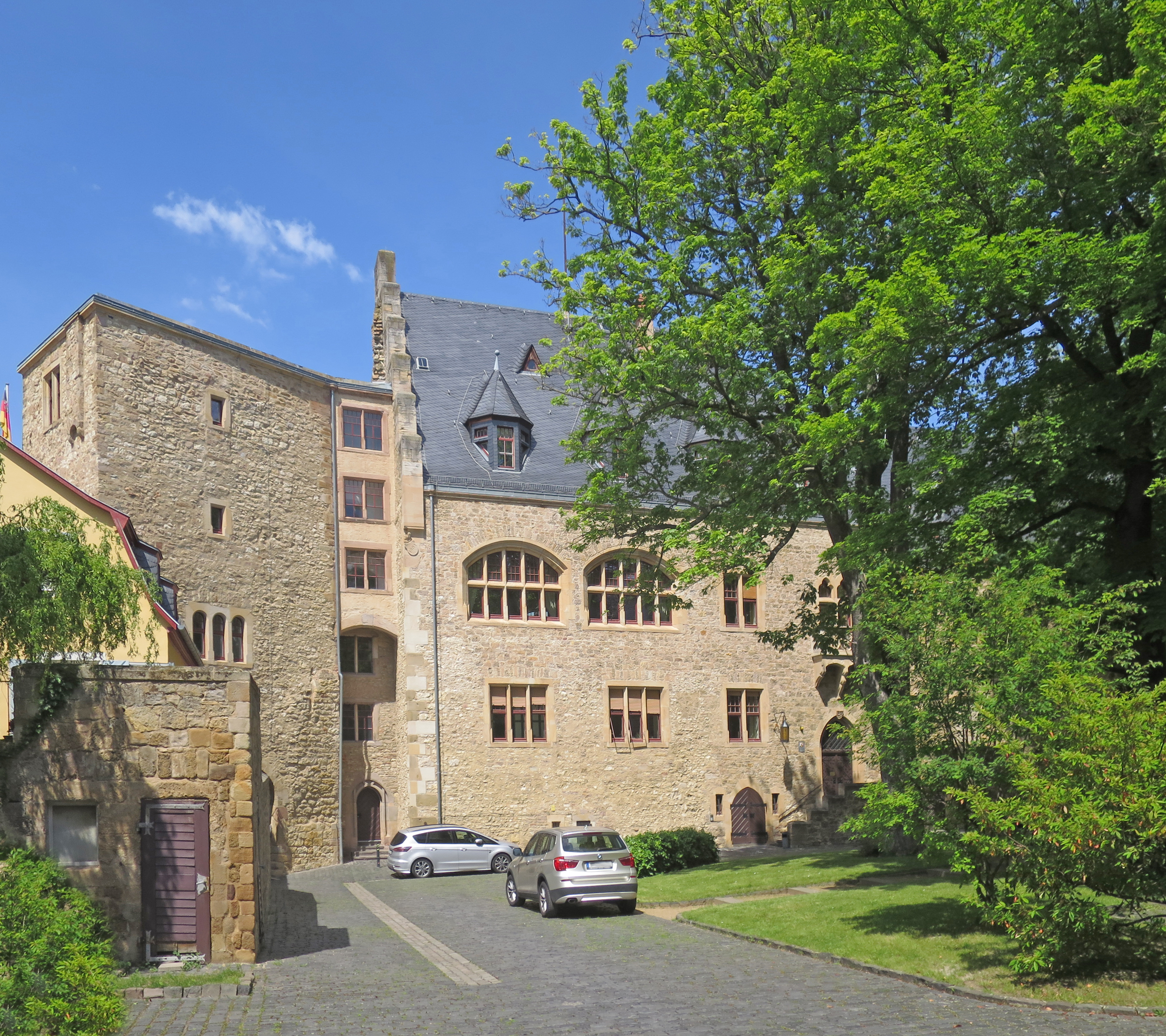
Torturm, links; Nordflügel (Amtsgericht), rechts

Nach fast 200 Jahren Vernachlässigung und Nichtbeachtung der Schlossruine wurde sie im Zuge der Romantik neu bewertet, 1876 als Kulisse für eine regionale Industrie- und Gewerbeausstellung genutzt. Ab den 1880er Jahren bemühte sich die Stadt, die Ruine vom Staat zu kaufen, um sie in eine öffentliche Grünanlage umzugestalten und den Schlosshof als städtischen Festplatz nutzen zu können. Die Verhandlungen zogen sich jedoch so lange hin, dass sich die Rahmenbedingungen änderten: Karl Hofmann war 1897 Professor an der Technischen Hochschule Darmstadt geworden. Er war Architekt, Geheimer Oberbaurat, Vertreter des Historismus und Initiator der Entscheidung, auf dem Schlossgelände staatlicherseits zu bauen und die Ruine nicht an sie Stadt zu verkaufen. Das Projekt hatte zu einem erheblichen Teil einen denkmalpflegerischen Hintergrund, wobei Denkmalschutz und Denkmalpflege damals ein wichtiges kulturpolitisches Anliegen im Großherzogtum Hessen war, das sich 1902 als erster der deutschen Staaten ein modernes Denkmalschutzgesetz gab. Karl Hofmann wurde Mitglied des Landesdenkmalrates.
Nach einem Besuch von Karl Hofmann mit Spitzenbeamten der Staatsbauverwaltung in der Alzeyer Schlossruine am 15. Oktober 1898 folgten eine Planungsphase und 1900/1901 Ausgrabungen sowie eine zweite, endgültige Vermessung. Hofmann wählte vor allem gotische und Renaissanceformen für den Wiederaufbau, um das „großartige Bauwerk der Vorzeit, das an Ausdehnung dem vielbesuchten Heidelberger Schloss nahe kommt, praktisch zu verwerten“. Die Pläne entstanden im bautechnischen Bureau des Großherzogl. Ministeriums [der Finanzen] und wurden auf der Dresdener Architekturausstellung 1900 sehr gelobt. Zwischen 1901 und 1903 erfolgte der Wiederaufbau der Anlage durch ein eigens eingerichtetes „Neubaubureau“. Daran waren neben dem leitenden Karl Krauß vom Staatsbauamt Mainz weiter Baurat H. Wagner aus Darmstadt, der ebenfalls in Darmstadt tätige Architekt Kling und der Hochbauaufseher Wollrab aus Alzey beteiligt. Das Projekt stellt sich als Teil einer großen Welle im langen 19. Jahrhundert dar, mittelalterliche Burgruinen wieder auf- und auszubauen.
Um den Aufbau möglichst historisch gerecht zu gestalten, wurden zunächst Grabungen von Karl Krauß durchgeführt – Schutt lag bis zu 1,50 m hoch auf den Gebäuderesten. Dabei kamen „wenige und geringwertige, wirkliche Fundstücke wie Krüge, Kacheln, Töpfe, Münzen“, auch mittelalterliche Bodenfliesen zu Tage, die alle aus der Gotik und der Renaissance stammten. Ein interessanter Fund war eine Zinkbüchse mit Schwarzpulver, die der Ausgräber Alzeyer Bewohnern zuordnete, die nach der Zerstörung des Schlosses 1689 auf diesem Weg weiteres Baumaterial aus der Ruine heraussprengen wollten. Auf Befunde neben dem erhaltenen Mauerwerk wurde aber offensichtlich wenig geachtet. So fehlen Beobachtungen zu vermuteten Beschädigungen oder Zerstörungen der Burg – etwa Brandschichten – völlig. Später gestand Karl Krauß zu, dass die bei den Grabungen gewählte Vorgehensweise der Sache nicht gerecht geworden war und archäologische und grabungstechnische Beratung fehlten. Die Funde kamen ins Museum der Stadt Alzey.
Nachdem der Trümmerschutt abgeräumt war, führte Karl Krauß die Bauaufnahmen für die noch stehenden Teile durch. Neben der Bauaufnahme von Karl Krauß war eine weitere Grundlage für die Gestaltung der Bauten die Ansicht der Stadt von Matthäus Merian von 1645. Darüber hinaus gab und gibt es keine Abbildungen oder Pläne aus der Zeit vor dem 19. Jahrhundert. Die eigentlichen Bauarbeiten begannen im Winter 1901/02 mit dem „Abbruch nicht mehr tragfähiger Mauerreste“. Die historischen Mauern wurden im Übrigen verwendet, allerdings, um eine moderne Nutzung zu ermöglichen, hier auch Fensterdurchbrüche vorgenommen, auch in der 3 m dicken Ringmauer. Abgesehen davon „unterschied sich das Weiterbauen späterhin wenig von einem Neubau“. Das äußere Erscheinungsbild wurde an die erhaltenen Mauerreste angepasst, für das Baumaterial konnte noch auf die historischen Steinbrüche zugegriffen werden.
Die Innenausstattung, sowohl die wandfeste als auch die Möblierung, folgte ebenfalls dem Historismus und wurde zeitgenössisch als „Tiroler Gotik“ bezeichnet. Die Aufträge dazu erhielten Schreiner aus Alzey. Die beteiligten Handwerker werden namentlich im abschließenden Bericht von Karl Krauß genannt. Das besondere im Amtsgericht Alzey ist, dass dies alles heute noch weitgehend erhalten ist. Die Justizgebäude (Nordflügel) kosteten 230.000 Mark, das Verwaltungsgebäude (Südflügel) 70.000 Mark. Die Eröffnung fand am 1. Oktober 1903 statt.

„Der geniale Entwurf des neuen Schlosses von Professor K. Hofmann in Darmstadt, dem verehrten Altmeister der hessischen Architektenschaft, ist eine Glanzleistung der Baukunst!“

Die ursprüngliche Raumaufteilung im damals neuen Amtsgericht beschreibt Karl Krauß. Selbstverständlich hatte der Oberamtsrichter von Alzey damals auch eine Dienstwohnung in dem Gebäude.

##### Spätere Veränderungen
Ab 1922 gab es im Amtsgerichtsgebäude – also dem Südflügel – elektrische Beleuchtung.
Seit der Mitte des 20. Jahrhunderts wird das Schloss wieder verstärkt auch von kunsthistorischer Seite beachtet, nachdem es zuvor wegen des schnell außer Mode gekommenen historistischen Aufbaus von 1903 mit Nichtbeachtung gestraft wurde.
Spätere Veränderungen waren, dass die erhaltenen Abschnitte des Grabens 1972 in einen Park umgestaltet und 1993–1996 die vom Gericht genutzten Gebäude generalsaniert wurden. Dabei erhielten sie eine moderne Heizung. Im Dachgeschoss erfolgte ein Ausbau und das Gebäude erhielt Kabelschächten für IT.
Bis heute wird das Schloss durch das Amtsgericht Alzey sowie vom Mädcheninternat des Staatlichen Aufbaugymnasiums Alzey / Landeskunstgymnasiums Rheinland-Pfalz genutzt.
Das Schloss ist seit 2001 Veranstaltungsort des Da Capo! Open Air im Schlosshof Alzey.

## Baubestand

Lageplan der Gebäude:
1 Nordflügel (Amtsgericht)
2 Südflügel (Verwaltungsgebäude)
3 Torturm
4 Burgkapelle
5 Ostflügel
6 Torwächterhaus
7 Tor der Vorburg
8 Herrenscheune
9 Durchbruch der Zufahrt von 1808

Bauteile, die aus der Zeit vor 1200 stammen, wurden nicht gefunden. Es lässt sich auch nicht genau sagen, wie die frühe Burganlage aussah. Von der Lage her war es eine Niederungsburg.
Die rechteckige Anlage misst 61 × 63 m, Nordost- und Südwestecke sind abgeschrägt. Nach Osten, zum ehemals freien Gelände hin, besitzt sie eine mächtige Schildmauer, westlich, zur Stadt hin, grenzt sie mit einer Vorburg an die Stadtmauer. Ursprünglich umfasste ein Graben die Anlage. Dieser war gepflastert und konnte unter Wasser gesetzt werden. Ab 1824 oder etwas später wurde er im Westen und Nordwesten teilweise bebaut.
Die Wasserversorgung der Burg erfolgte durch mehrere Tiefbrunnen – ob sie alle zugleich oder nacheinander genutzt wurden, ist nicht geklärt. Einer der Brunnen wurde im Innenhof in der Nordwestecke wieder aufgemauert. Weitere Brunnen gab es im Bereich der Küche, in der Nordostecke der Anlage und im unteren Geschoss des Bollwerkturms.

### Vorburg
Im Norden und Westen umgab die Kernburg eine Vorburg. Diese ist heute mit einem Straßenzug komplett überbaut. An die Vorburg grenzte im Westen wiederum der Zwinger, über den eine Brücke mit zwei Bogen und eine Zugbrücke in die Stadt führte. Letztere wurde nach der Zerstörung des Schlosses 1689 durch einen gemauerten Bogen ersetzt. Die Vorburg hatte noch einen zweiten Zugang nach Süden, ins freie Feld. In der Vorburg befanden sich Wirtschaftsgebäude. Der einzige historische Zugang zur Kernburg befindet sich in deren Nordwestecke in einem über Eck stehenden Torturm.

### Ringmauer
Um die innere Burg verläuft eine Ringmauer deren Fundament etwa 3,50 m breit und die auch im aufgehenden Mauerwerk 3,50–3 m dick ist. Sie hat ein bauliches Volumen von 9500 m³. Sie enthält den ältesten baulichen Bestand des Schlosses. Alle an die Mauer angebauten Gebäude, auch deren Kellergewölbe stehen nicht im Mauerverbund mit der Ringmauer, sind also jünger. Als im 15. Jahrhundert der Nordflügel neu errichtet wurde, setzte der Baumeister die oberen Geschosse auf die bestehende Ringmauer auf, die dazu verstärkt werden musste. Es wurden drei Strebepfeiler vorgesetzt, die wiederum keinen Mauerverbund mit der Ringmauer aufwiesen. Einer der Strebepfeiler wurde im 16. Jahrhundert zu einem Risalit ungebaut.
Der Wehrgang ist im Westen und Osten abschnittweise erhalten. Im Osten, zum ehemals freien Gelände hin, wurde die Mauer in mehreren Bauabschnitten am Ende des 15. und Anfang des 16. Jahrhunderts um etwa 4 m mit Gussmauerwerk verstärkt, so dass die Mauer hier 7 m dick ist. Die vorgeblendeten Sandsteinquader sind im unteren Abschnitt zahlreich mit Steinmetzzeichen versehen. Im Südosten der Mauer ist die Beschädigung von 1689 als große Bresche noch zu erkennen. 
Die heutige Zufahrt in den Innenhof, zweiter Zugang zur Kernburg am Südende der Westmauer, wurde erst 1808 durch die Ringmauer gebrochen.

### Torturm
Durch den Torturm führte von der Vorburg her historisch der einzige Zugang zur Kernburg. Er bildet die Nordwestecke der Ringmauer und hat eine komplizierte, mehrstufige Baugeschichte. Es ist nicht ausgeschlossen, dass Baumaterial mit Steinmetzzeichen des 13. Jahrhunderts hier aus einem abgebrochenen Gebäude zweitverwendet wurden. Insofern sind Aussagen, dass der Torturm neben der Ringmauer den ältesten baulichen Bestand des Schlosses enthalte oder er aufgrund baulicher Merkmale der ersten Hälfte des 13. Jahrhunderts zuzuweisen sei nicht wirklich gesichert. Umfassende Umbauten des Turmes am Ende des 15. und am Anfang des 16. Jahrhunderts sind dagegen eindeutig nachweisbar, nicht zuletzt durch eine Bauinschrift „1538“, die bezeugt ist, aber dem Umbau 1903 zum Opfer fiel.
Beim Wiederaufbau am Anfang des 20. Jahrhunderts war bis zum Schluss geplant, auch den Torturm wieder in der alten Höhe und mit dem bei Merian überlieferten Pyramiden-Dach aufzubauen. Hier sollte ein kleines Museum mit den aus dem Trümmerschutt geborgenen Funden und solchen aus dem benachbarten Römerkastell eingerichtet werden. Das wurde aber verschoben und die Aufstockung unterblieb letztendlich. Der Turm erhielt ein „Notdach“, ein Flachdach, das er bis heute trägt. Im Torturm wurde zunächst das Grundbuchamt – weil der Turm als „feuerfest“ galt – und ein Anwaltszimmer eingerichtet. Da das Grundbuch – eingeführt 1898 – aber in dieser Zeit schnell wuchs und mehr Platz brauchte, wurde es zunächst auf das Anwaltszimmer ausgedehnt und schließlich im Gebäude an eine andere Stelle verlegt.

### Bollwerkturm

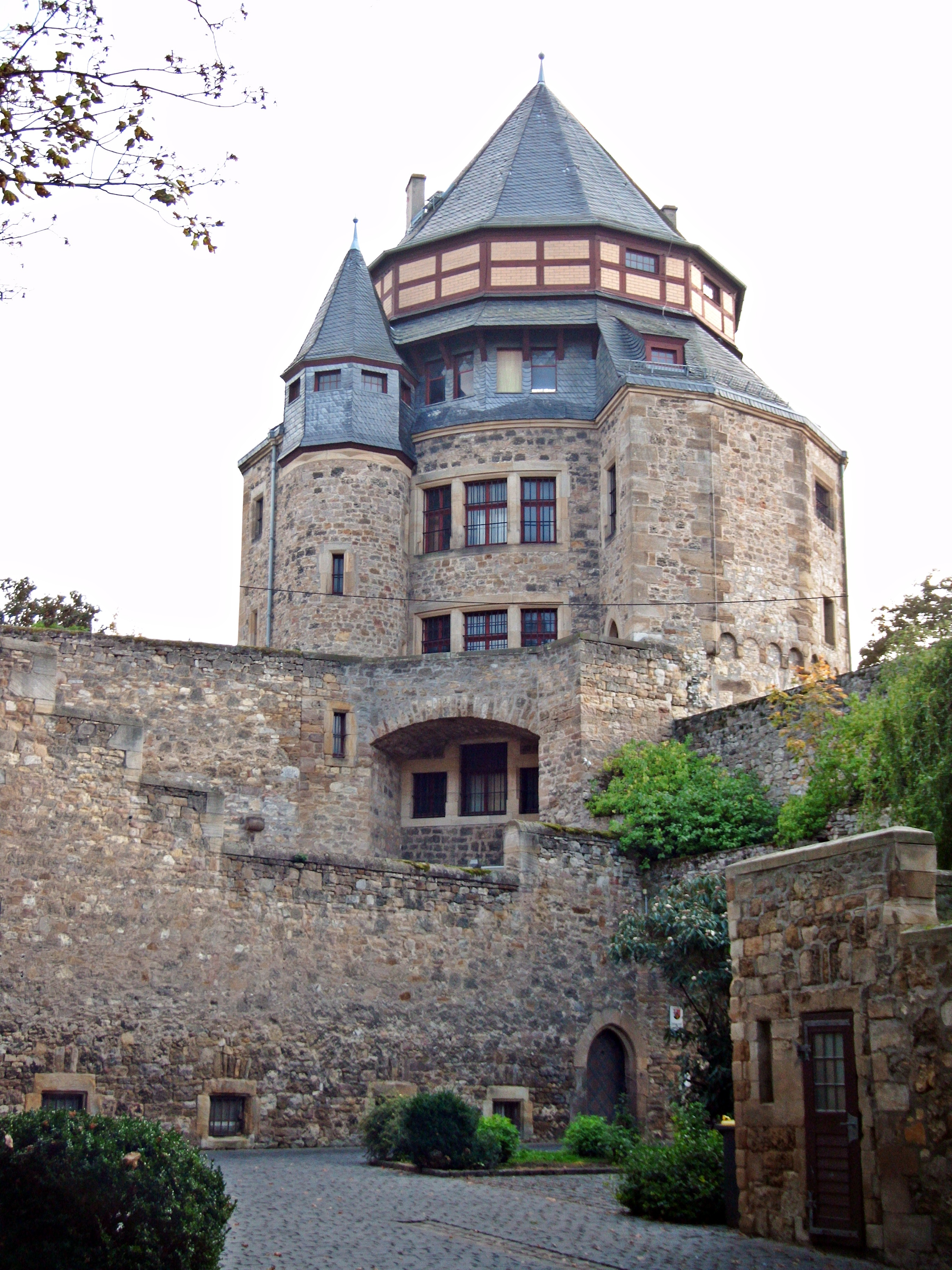
Bollwerkturm von der Hofseite

In der Südwestecke der Ringmauer steht, weithin sichtbar, mit 16 m Durchmesser, der Bollwerkturm. Er entstand in der zweiten Hälfte des 15. Jahrhunderts unter Kurfürst Friedrich I. als Geschützturm, also als Plattform für kleinere Artillerie- und große Handfeuerwaffen. Dafür erhielt er den großen Durchmesser und etwa 4 m dicke Mauern. Alle drei Stockwerke hatten als Deckenabschluss ein Kugelgewölbe, im untersten Raum befand sich ein Brunnenschacht. Der Zugang erfolgte entweder vom Hof aus oder vom Wehrgang im zweiten Obergeschoss. Von dort gab es Öffnungen, um in die beiden unteren Geschosse zu gelangen. Nach oben, auf die abschließende Plattform, führte eine Treppe. Eine Bauinschrift von 1476 ist auf dem Sturz einer nach Norden gerichteten Schießscharte erhalten.
1689 gesprengt, blieben nur die nördlichen etwa 40 % des Untergeschosses erhalten. Die Trümmer des oberen Teils des Turmes wurden nachfolgend für den Bau umliegender Häuser verwendet. So sind die oberen Geschosse des wiederaufgebauten Turms keine Rekonstruktion eines Vor-Zustandes, sondern eine Neugestaltung.
Das Obergeschoss ist 16-eckig. Beim Wiederaufbau am Anfang des 20. Jahrhunderts wurde der Turm fünfgeschossig und als Gerichtsgefängnis neu aufgebaut. Im Erdgeschoss lag die Wohnung für den Wärter über dem erhaltenen Kellergewölbe. Darüber befanden sich drei Stockwerke mit je sechs Zellen, die radial angeordneten waren mit einer zentralen Treppe. Unter dem Dach war ein Bet- und Versammlungssaal eingerichtet.
Der Bollwerkturm hatte vor der Zerstörung von 1689 ein Pendant an der Nordostecke der Anlage. Zu dessen Entstehungszeit und Aussehen ist aber wenig – und nur Widersprüchliches – bekannt. Beim Umbau von 1903 wurde dieser Gebäudeteil neu gestaltet.

### Nordflügel
Der Nordflügel mit Philipps- und Ludwigsbau dient heute dem Amtsgericht. Er steht auf einem hohen Unterbau, über dem sich zwei Vollgeschosse erheben, direkt am nördlichen Abschnitt der Umfassungsmauer. Dieses Gebäude bestand vor der Zerstörung von 1689 aus Bauteilen, die in der Mitte des 15. und Anfang des 16. Jahrhunderts entstanden. Hiervon sind die Kellergewölbe erhalten. In diesem Gebäude befand sich im ersten Obergeschoss ein großer Festsaal aus dem Ende des 15. Jahrhunderts, der das gesamte Stockwerk einnahm. Er hatte einen Boden aus Sandsteinplatten. Nach Norden sind zwei Erker angebaut, deren Schlusssteine die Jahreszahlen 1527 und 1528 zeigen. Einer davon ist ein reich dekorierter Erker mit spätgotischem Netzgewölbe, dessen Boden gegenüber dem des Festsaals etwas erhöht lag. Über dem Saal gab es ein weiteres Vollgeschoss, wahrscheinlich für Wohnräume. Darüber befand sich ein steiles Dach. Die heutigen großen Segmentbogenfenster sind Einbauten von 1903 und dienen dem großen Sitzungssaal des Amtsgerichts zur Belichtung. Der liegt im zweiten Obergeschoss, also ein Stockwerk höher als der frühere Festsaal. Im östlichen Teil des Nordflügels, in der Nordostecke der Anlage, war die Küche untergebracht.
In den annähernd dreieckigen Raum zwischen Torturm und Nordflügel wurde 1481 eine Wendeltreppe eingefügt, die zahlreiche Zugänge zu Nordflügel, Torturm und einem nördlich gelegenen Vorbau erschließt. Sie ist auch heute noch eine der beiden Treppen des Amtsgerichts.
Der vorspringende Bauteil, hofseitig am Ostende ist ein Rest des nicht wieder errichteten Ostflügels und im Wesentlichen ein Wiederaufbau aus dem Anfang des 20. Jahrhunderts. Am westlichen Treppengiebel gibt es eine Bauinschrift „1903“, über dem spitzbogigen Portal am Ende der Freitreppe ist ein hessisches Wappen und die Inschrift „Großherzogl. Amtsgericht“ angebracht. 

### Südflügel

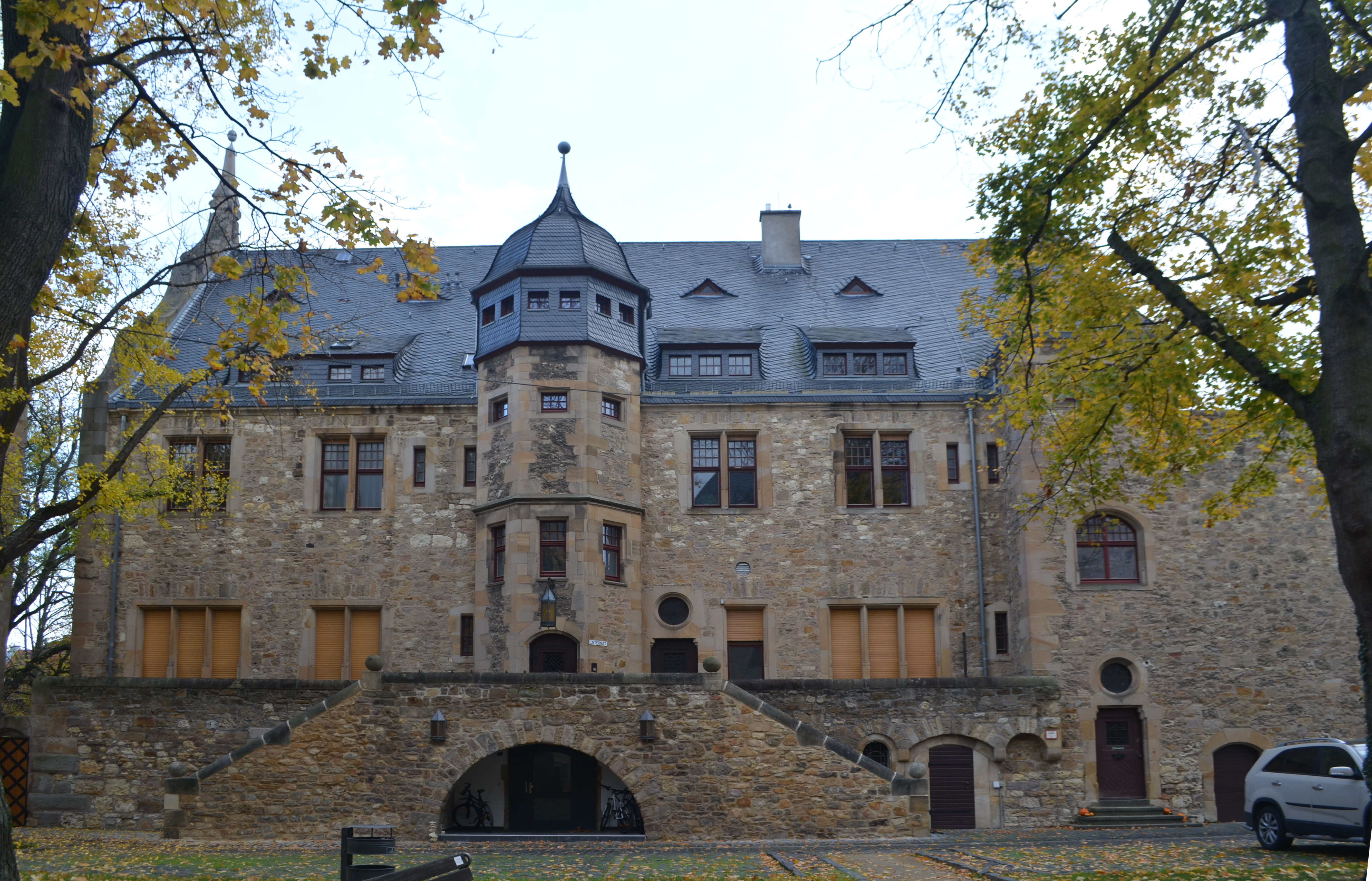
Südflügel, Hofseite

Der mittelalterlich-frühneuzeitliche Vorgängerbau des heutigen Gebäudes, der Friedrichsbau, war – wie der Nordflügel – im oberen Teil nachträglich auf die Ringmauer aufgesetzt. Es gab Bauinschriften von 1546 und 1549. Eine weitere Bauinschrift von 1601 ist erhalten. Sie bezeugt vermutlich eine Renovierung kurz bevor der kurpfälzische Hof unter Friedrich IV. während der Umbauarbeiten im Heidelberger Schloss hierher umzog.
Der Südflügel wurde als Behördengebäude ebenfalls 1903 fertiggestellt. Er lehnt sich an die Umfassungsmauer an, war aber gegenüber dem Vorgängerbau um 4 m kürzer und um 2 m schmäler. Im äußeren Erscheinungsbild versuchte Karl Hofmann den des historischen Gebäudes im Stil der Neurenaissance wieder herzustellen, während im Innern eine Aufteilung erfolgte, die die Behördennutzung vorgab. Der Wiederaufbau von 1903 erfolgte als „Doppelhaus“: Der östliche Gebäudeteil beherbergte das Steuerkommissariat (Finanzamt), der westliche die Bezirkskasse. Im Erdgeschoss befanden sich die Büros, in der darüber liegenden Etage die Dienstwohnungen der jeweiligen Behördenleiter. Das Gebäude dient heute als Internat des Landeskunstgymnasiums.

### Ostflügel
An der Ostseite des Hofes stand ein in der Mitte des 18. Jahrhunderts auf einem sehr viel älteren Gewölbe als Gefängnis errichtetes Gebäude, das bis 1879 zuletzt als Gefängnis des Bezirksgerichts Alzey genutzt wurde. Hier könnte der Marstall gestanden haben. Das Gewölbe hatte Mauerverband mit der Ringmauer. Beide dürften also gleichzeitig errichtet worden sein. Noch 1898 stand es, zumindest als Ruine, wurde aber abgetragen und an dieser Stelle auf einen Wiederaufbau weitgehend verzichtet, ausgenommen ist ein kurzer, an den Nordflügel grenzender Abschnitt.

### Wächterhaus und Kapelle
Im Westen des Vierecks, das die Ringmauer bildet, steht nur das Wächterhaus – südlich des Torturms. Es stammt im Kern aus dem 16. Jahrhundert, erhielt im 18. Jahrhundert ein Mansarddach und wurde bei der Instandsetzung 1903 erneut verändert.
Eine gotische Burgkapelle ist ab Anfang des 15. Jahrhunderts bezeugt und stand südlich des Wächterhauses an der Westmauer. Die wenigen baulichen Reste deuten auf eine Bauzeit am Ende des 15. oder am Anfang des 16. Jahrhunderts hin. Aufgrund einer romanischen Säule, die in dem Bereich vorgefunden wurde, gleich auf eine romanische Burgkapelle zu schließen, überdehnt den Befund. Die Umgrenzung des zum Torwächterhaus gehörenden Gartens könnte den ehemaligen Außenmauern der Kapelle entsprechen. Aufgrund der Gewölbeansätze wäre sie dreischiffig gewesen.

## Denkmalschutz

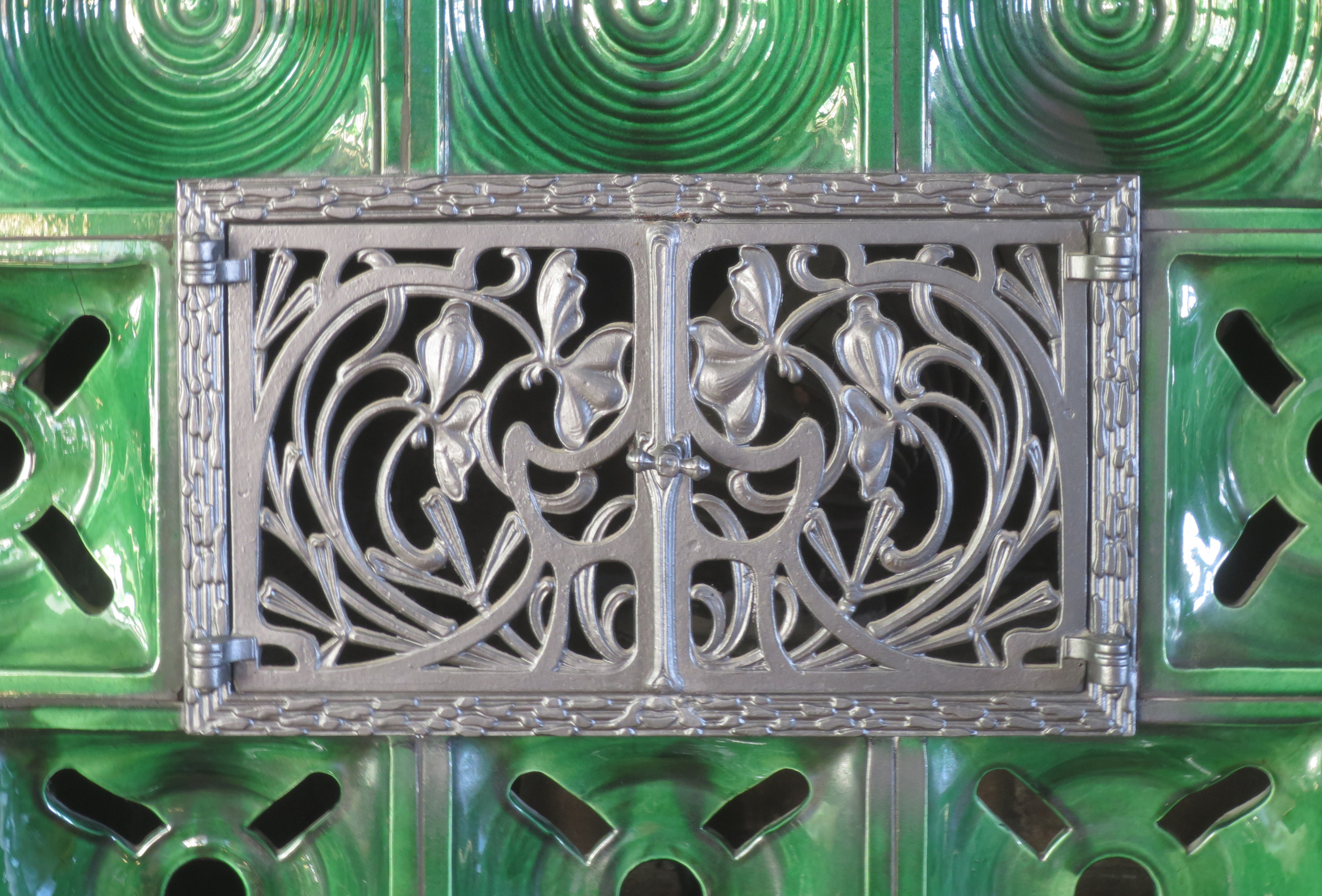
Baudetail: Gitter an einem Kachelofen, 1903

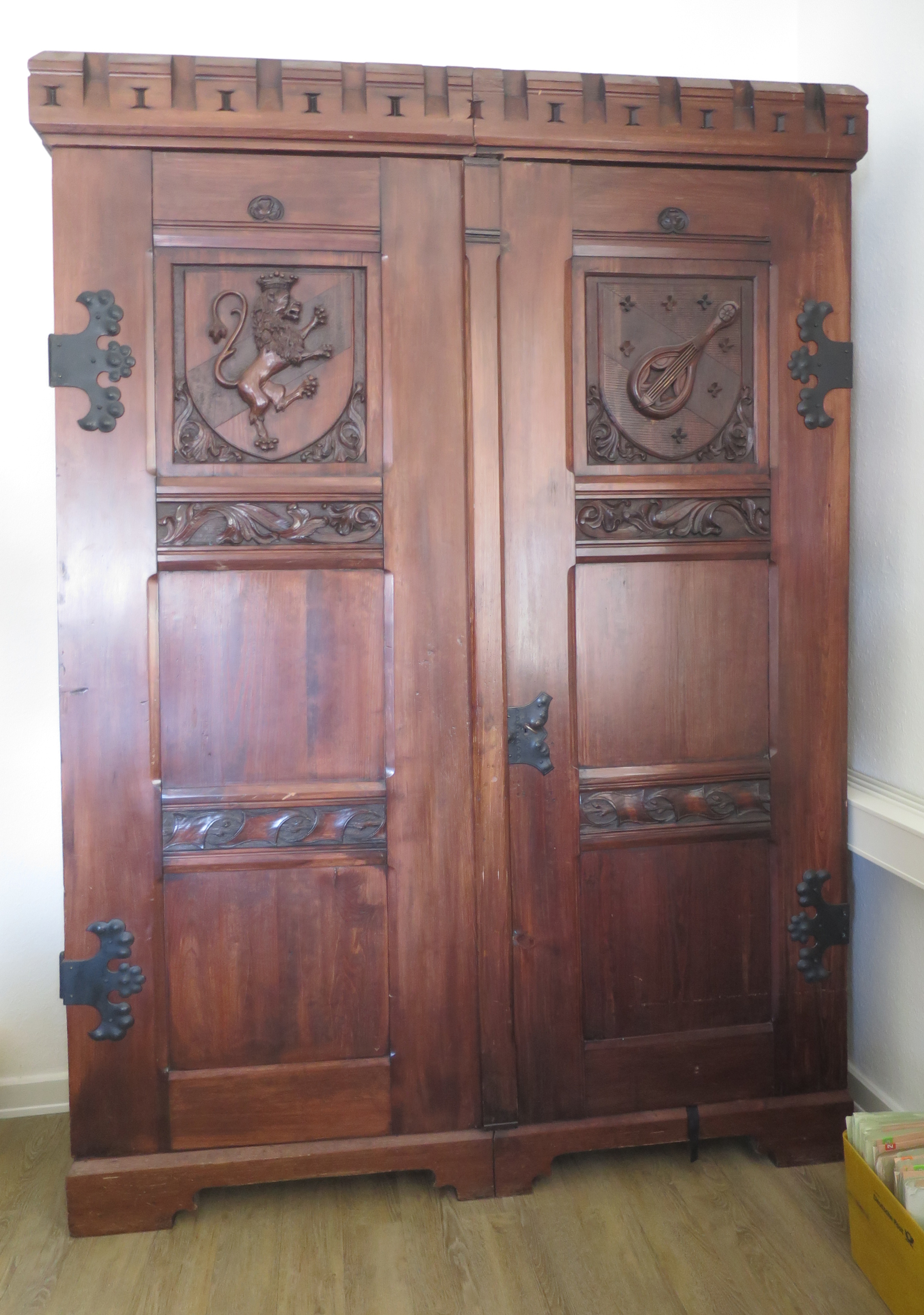
Schrank im Amtsgericht, hessisches Wappen und „Alzeyer Wappen“

Die Gebäude der Burg und die auf dem Gelände der ehemaligen Vorburg werden von der Generaldirektion Kulturelles Erbe Rheinland-Pfalz (GDKE) aufgrund des Landesgesetzes zum Schutz und zur Pflege der Kulturdenkmäler (Denkmalschutz- und ‑pflegegesetz – DSchPflG) als Einzelkulturdenkmäler eingestuft, das Areal insgesamt als Gesamtanlage.

## Wissenswert
Zum Personal des mittelalterlichen und frühneuzeitlichen Schlossen, den Burggrafen und Burgmannen, gibt Stefan Grathoff umfassende Aufstellungen.
Eine Aufstellung zu den vorgefundenen Steinmetzzeichen gibt Ernst Stephan.